# Loojärvi
Loojärvi är en sjö i Esbo stad och Kyrkslätts kommun i Finland.   Den ligger i landskapet Nyland, i den södra delen av landet, 24 km väster om huvudstaden Helsingfors. Loojärvi ligger 13,5 meter över havet. I omgivningarna runt Loojärvi växer i huvudsak blandskog. Arean är 1,2 kvadratkilometer och strandlinjen är 6,6 kilometer lång. Sjön  ingår i Finska vikens kustområde. 